# Réaction de Pauly
La réaction de Pauly est utilisée pour la détection qualitative des acides aminés : tyrosine et histidine. Le test est nommé d'après Hermann Pauly (1870-1950), le chimiste qui l’a conçu.

## Réaction
Les ingrédients utilisés sont l'acide sulfanilique (C₆H₇NO₃S), l'acide chlorhydrique (HCl) et le nitrite de sodium (NaNO2).

Le principe de la réaction de Pauly.

La première étape est la diazotation de l'acide sulfanilique par l'addition du nitrite de sodium en présence de l'acide chlorhydrique. À l’ajout de l’acide aminé, il y a formation d’une coloration rouge. L'ajout d'une solution de carbonate de sodium (Na2CO3) peut mieux révéler cette coloration.